# Eitelborn
Eitelborn là một đô thị thuộc một Verbandsgemeinde - ở huyện Westerwald trong bang Rheinland-Pfalz, Đức. Đô thị Eitelborn có diện tích 7,1 km². Đô thị này nằm ở Westerwald giữa Koblenz, Höhr-Grenzhausen, Montabaur và Bad Ems.